# نيويورك كوزموس (1970–85)
نيويورك كوزموس (بالإنجليزية: New York Cosmos)‏، هو نادي رياضي لكرة القدم في ولاية نيويورك بالولايات المتحدة الأمريكية، تأسس النادي بتاريخ 10 ديسمبر عام 1970م.

## وصلات خارجية
- New York Cosmos official website
- Once in a Lifetime - The Extraordinary Story of the New York Cosmos